# Diecezja Keta-Akatsi
Diecezja  Keta – Akatsi – diecezja rzymskokatolicka w Ghanie. Powstała w 1923 jako wikariat apostolski Volta Inferiore. w 1950 podniesiony do rangi diecezji Keta. W 1975 przemianowany na diecezję Keta-Ho. Od 1994 pod obecną nazwą.

## Biskupi diecezjalni
- Biskupi Keta-Akatsi 
  - Bp Gabriel Edoe Kumordji SVD
  - Bp Anthony Kwami Adanuty (1994 – 2016)
- Biskupi  Keta–Ho 
  - Bp Francis Lodonu (1976 – 1994)
  - Bp Antoon Konings, S.M.A. (1975– 1976)
- Biskupi Keta
  - Bp Antoon Konings, S.M.A. (1954 – 1975)
  - Bp Joseph Gerald Holland, S.M.A. (1950 – 1953)
- Wikariusze apostolscy Volta Inferiore 
  - Bp Joseph Gerald Holland, S.M.A. (1946 – 1950)
  - Bp Augustin Hermann, S.M.A. (1923 – 1945)